# Masacre de Tandil

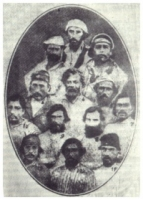
El Tata Dios (Gerónimo G. Solané) ―en el centro― y sus doce apóstoles.

La Masacre de Tandil es un acontecimiento histórico sucedido en Argentina el 1 de enero de 1872, en el cual un grupo de gauchos argentinos asesinó a 36 inmigrantes en la localidad de Tandil (provincia de Buenos Aires).

## Antecedentes
En los hechos tuvo una actuación destacada Gerónimo G. Solané, un gaucho argentino, boliviano o chileno conocido como Tata Dios o Médico Dios, que se presentaba como sanador y profeta. 
Había pasado por las localidades de Santa Fe, Rosario y otras localidades ganándose la vida como curandero y predicador. Aseguraba que era un «enviado de Dios». Lo habían echado de varios pueblos y había estado preso por practicar la brujería y la medicina ilegal.
Solané fue llevado a Tandil por el estanciero Ramón Rufo Gómez, para curar a su esposa, que padecía de dolores de cabeza.
Agradecido por la ayuda del gaucho brujo, Gómez le permitió que se asentara en el puesto La Rufina de su estancia La Argentina, cerca del pueblo.
Según los descendientes de las víctimas, el Tata Dios Solané era un gaucho de aspecto «humildón» y de «buenos modales». Sus seguidores se encargaron de difundir exageradamente sus capacidades curativas y afirmaban que «el Tata Dios tenía un pacto con el Diablo, de ahí su poder».
Se lo describe como canoso y de una barba blanca larga, tenía entre 45 y 50 años de edad. Había cumplido arresto recientemente en la ciudad de Azul por ejercicio ilegal de la medicina.
En 1872, el Tata Dios Solané y sus malevos levantaron una toldería en un campo llamado La Argentina, perteneciente a la familia Gómez. Consiguieron armas, que se distribuyeron entre los secuaces. El Tata Dios sostenía que «los extranjeros son la causa de todo mal y por lo tanto hay que exterminarlos».
En su rancho reclutó a un grupo de paisanos que se convirtieron en sus cómplices, sus discursos antiextranjeros instigaban a las personas a que lo siguieran.
Por entonces, en Tandil se habían radicado una importante cantidad de inmigrantes y existía cierto clima de tensión entre estos y los ciudadanos criollos. Solané exacerbó esas tensiones y comenzó a reunir alrededor de él, en la estancia La Argentina, un grupo de cientos de criollos argentinos, de todos los sectores sociales, disgustados con las presencia de los inmigrantes.
El plan de exterminio que no llegó a completarse era mucho más amplio. Planeaban asesinar a inmigrantes en Azul, Tapalqué, Rauch, Bolívar, Zárate y otras localidades donde existían grupos de paisanos ligados al movimiento creado por Tata Dios, cuyas prédicas contra los extranjeros y masones –a los que calificaba como enemigos de Dios– habían calado muy hondo.
Las declaraciones judiciales de los detenidos permitieron reconstruir parte de la historia. En los últimos días de diciembre de 1871, Jacinto Pérez reunió ―según él, en nombre de Tata Dios― a varias decenas de paisanos criollos en las sierras cercanas al pueblo. Allí les expuso las teorías del curandero: el día del Juicio Final estaba llegando y un diluvio acabará hundiendo a Tandil. Nacería un nuevo pueblo al pie de la Piedra Movediza (una inmensa roca que caería en 1912), lleno de felicidad y solo para los argentinos. Las almas de quienes participaran, y las de sus familias, serían salvadas y vivirían por siempre en un nuevo reino de justicia y paz. Sólo tenían que deshacerse de todos los gringos (inmigrantes europeos) y masones, culpables de la desgracias de los criollos.
En el inventario policial de Gerónimo G. Solané, levantado en esa época, se destaca entre las prendas de su recado «una encimera de cuero con barriguera de piola».
El polifacético escritor y pensador entrerriano Francisco Felipe Fernández escribió, casi al momento de sucedidos los hechos, un drama teatral titulado Solané. Pero esa obra no se publicó hasta 1881, en que la incluyó en la edición de sus Obras dramáticas. Ricardo Rojas, en 1923, reivindicó ese trabajo y lo consideró la primera obra “en llevar al gaucho a la acción dramática y dialogada”.

El amigo que más quise fue mi [caballo] moro en paz y en guerra, mi alivio.
Gerónimo G. Solané

## La matanza
Tandil en ese entonces era un pueblo con unos 1500 habitantes.
En la noche de Año Nuevo (el 31 de diciembre de 1871), estando reunida la multitud enemistada con los inmigrantes, uno de los seguidores de Solané, Jacinto Pérez, alias El Viejo o San Francisco convocó a los gauchos a una cruzada contra los extranjeros. Pocas horas después, ya finalizada las celebraciones de Año Nuevo, partieron hacia Tandil.
A las 3:30 de la madrugada del 1 de enero de 1872, los gauchos entraron en Tandil e ingresaron al Juzgado de Paz local, donde solo pudieron robar sables.
Al grito de
«¡Viva la Patria»,
«¡Viva la Religión!»,
«¡Mueran los gringos (como se conocía a los recientes inmigrantes europeos, principalmente de origen anglosajón) y los masones!» y
«¡Maten, siendo gringos y vascos!», se dirigieron corriendo a la plaza central del pueblo donde se encontraba la multitud. Allí rodearon a Santiago Imberti ―un italiano que era organillero (tocaba el organito, instrumento mecánico a cuerda) y vivía en la plaza― y lo degollaron.
Cruzaron al galope los campos aledaños para matar a los «gringos» arguyendo que atacaban a la Patria y a la Iglesia.
A unas veinte cuadras, en la Plaza de las Carretas ―donde hoy se encuentra la plaza Martín Rodríguez (de Tandil)― a orillas del río Tandil, masacraron a nueve vascos que viajaban en dos tropas de carretas.
La peonada de la estancia de Thompson ―casi todos criollos― fueron abatidos al paso del nefasto clan.
La masacre culminó a cinco leguas (25 km) al norte, en el caserío De la Canal, donde la banda tomó por asalto el almacén y hospedaje de Juan Chapar, de origen vasco, quien fue degollado junto a toda su familia ―entre ellos una niña de cinco años y un bebé de meses― y a los dependientes y pasajeros que se encontraban en el lugar. En total en esa pulpería fueron degolladas dieciocho personas.
Extrañamente, los criminales roban el libro contable del almacén, lo que hace sospechar de sus deudores como instigadores del crimen.

## Persecución
En el pueblo del Tandil se preparó la persecución de Jacinto Pérez y sus gauchos, quienes permanecían apostados en la estancia de Ramón Santamarina.
En duro combate cae abatida una decena de los seguidores de Tata Dios Solané y este es tomado preso, junto con siete de sus adeptos, por las milicias.
Enterada de lo que estaba sucediendo, una partida policial salió a perseguir a los gauchos, matando a once y atrapando a doce. El resto pudo escapar. La partida también fue a detener a Gerónimo Solané a su rancho, aunque este siempre negó haber participado de los asesinatos. Al llegar a Tandil, el curandero estuvo a punto de ser linchado por los pobladores.

## Asesinato del Tata Dios
Cinco días después ―el 6 de enero de 1872― Gerónimo G. Solané fue asesinado en el calabozo del juzgado local. Se escuchó una sola detonación, pero en el cuerpo se encontraron 13 heridas de bala, por lo que se cree que fue asesinado por un tiro de «tercerola, trabuco o pistola Lafouché».
En el Museo Histórico del Fuerte Independencia de Tandil se conserva la frazada agujereada del Tata, con nueve agujeros de bala, y el expediente del juicio.

Algunos adjudicaron el tiroteo al Tuerto Lavallén.
Luciano Elissondo, tandilense descendiente de Lavallén por línea materna, comenta que «unos creen que la muerte del Tata Dios, en realidad, se le adjudicó al Tuerto Lavayén, pero que el asesino fue otro. En casa siempre se creyó, más o menos así, esta historia que hoy es leyenda».
Según el historiador Hugo Nario, el asesino fue un vasco francés.
En base al asesinato de Solané en su celda mientras estaba preso, se sospecha que él podría haber confesado que los instigadores de la matanza fueron estancieros criollos de la zona.

## Captura de los criminales
Un equipo policíaco apoyado por vecinos apresó el grupo y comenzó un intento de «justicia por mano propia». Varios delincuentes murieron, Jacinto Pérez entre ellos, otros consiguieron escapar. Solo fueron apresados veinte. Extrañamente, la mayoría no se conocía entre sí. Alegaban haber actuado bajo las órdenes del médico Dios.
Fueron encarcelados todos en la comisaría local, donde Tata Dios ya estaba encarcelado y no se responsabilizaba de los hechos ya que lo encontraron en la estancia La Argentina donde cumplía funciones de curandero.
Lamentablemente, no pudieron llevar a juicio al Tata Dios; durante la madrugada del 6 de enero fue asesinado a disparos de arma de fuego efectuados desde una pequeña ventana de su celda.
Se realizó el juicio correspondiente al resto del grupo y la mayor condena recayó sobre Cruz Gutiérrez, Juan Villalba y Esteban Lazarte que fueron sentenciados a muerte y ejecutados el 13 de septiembre (Villalba falleció antes en prisión).

## Juicio
En los meses siguientes se realizó el juicio contra los detenidos.

Antes y ahora, siempre indigentes, siempre vejados, siempre sometidos a la voluntad absoluta del juez de paz o del comandante, no les es posible tener hogar, ni dedicarse en la quietud de él a la meditación que suaviza las ideas. [...] Al gaucho de Buenos Aires nadie lo protege, antes bien se le persigue para enviarlo a la guerra o a la frontera. [...] Mientras ellos, sin paga, sin alimentación, defienden la propiedad ajena, nadie cuidará de su familia abandonada y sometida al duro dilema de perecer en la miseria o abrazar una prostitución y criminalidad forzados para seguir arrastrando la existencia. [...] Y ese estado social reposa en la injusticia inicua de tener la provincia dividida en dos clases: una privilegiada, compuesta de los habitantes de la ciudad, de los grandes propietarios rurales y de los extranjeros; la otra, vejada y oprimida, compuesta de los trabajadores de la campaña.
Alegato de Martín Aguirre, abogado defensor de los gauchos procesados por los asesinatos de Tandil

Fueron condenados a muerte tres gauchos: Cruz Gutiérrez, Esteban Lasarte y Juan Villalba. Este último murió en la cárcel antes de ser ejecutado y los otros dos fueron fusilados el 13 de septiembre de 1872. Lasarte pidió como último deseo no ser tocado, ni vivo ni muerto, por ningún gringo (inmigrantes europeos, en este  caso en su mayoría eran italianos), y Gutiérrez murió gritando «¡Viva la Patria!».